# Gepa Maibaum
Pour les articles homonymes, voir Maibaum.
Gepa Maibaum, née le 21 décembre 1935 à Francfort-sur-le-Main et morte le 7 mars 2007, est une femme politique allemande.
Membre du Parti social-démocrate d'Allemagne, elle siège au Parlement européen de 1989 à 1994. 